# Казе ди Мореро (Ђенова)
Казе ди Мореро је насеље у Италији у округу Ђенова, региону Лигурија.
Према процени из 2011. у насељу је живело 31 становника. Насеље се налази на надморској висини од 291 м.